# 프랑스 배구 국가대표팀
프랑스 배구 국가대표팀(프랑스어: Équipe de France de volley-ball)은 프랑스를 대표하여 국가대항전에 참가하는 배구 국가대표팀으로 프랑스 배구 연맹에 의해 운영된다.